# 稲沢市立国分小学校
稲沢市立国分小学校（いなざわしりつこくぶしょうがっこう）は、愛知県稲沢市矢合町にある公立小学校。

## 概要
- 旧・中島郡明治村の小学校であり、1955年までの校名は明治村立国分小学校であった。

## 沿革
- 1873年（明治6年）9月5日 -
  - 貫練学校が開校。法花寺村、船橋村、矢合村の児童が通学する。
  - 臥龍学校が開校。山口村、馬場村の児童が通学する。
- 1877年（明治10年）8月1日 -
  - 貫練学校が儀長学校と船橋学校に分立する。
  - 臥龍学校が馬場学校と井掘学校に分立する。
- 1880年（明治13年） - 統廃合により、井掘学校（儀長村、井堀村）、平野学校（平野村、小寺村、池部村）、馬場学校（平村、中野村、山口村、馬場村、法花寺村）、矢合学校（矢合村）、船橋学校（船橋村）、大塚学校（大塚村）となる。
- 1884年（明治17年）9月1日 -
  - 平野学校が船橋学校を統合する。
  - 矢合学校が馬場学校を統合する。
- 1887年（明治20年）4月1日 - 井掘学校、平野学校、矢合学校、大塚学校を統合し、尋常小学矢合学校となる。矢合村、船橋村、法花寺村、梅須賀村、大塚村、横地村、平野村、小寺村、池部村、儀長村、馬場村の児童が通学する。
- 1889年（明治22年）
  - 4月1日 - 尋常小学国分学校に改称する。
  - 10月1日 -
    - 法花寺村、船橋村、矢合村が合併し、国分村が発足。
    - 平村、中野村、山口村、馬場村が合併し、四郷村が発足。
    - 須ヶ谷村、儀長村、井堀村が合併し、井長谷村が発足。
    - 下屋村、浅井村、竹腰村、清水村、天池村が合併し、光堂村が発足。
    - 平野村、小寺村、池部村、横地村、重本村が合併し、五郷村が発足。
    - 千代村と梅須賀村が合併し、梅代村が発足
- 1892年（明治25年）
  - 4月25日 - 梅代村の一部（梅須賀）、五郷村、大塚村と合併し、大江村が発足。
  - 10月1日 - 国分尋常小学校に改称する。校区は国分村のみとなる。
- 1902年（明治35年）10月12日 - 四郷村と光堂村が合併し、光郷村が発足。
- 1906年（明治39年）5月10日 - 片原一色村、国分村、光郷村、西島村、及び井長谷村の一部（儀長）と合併し明治村が発足。
- 1907年（明治40年）1月1日 - 明治村内の校区の変更により、馬場、儀長が校区に加わる。
- 1921年（大正10年）4月1日 - 山口が校区に加わる。
- 1941年（昭和16年）4月1日 - 明治村立国分国民学校に改称する。
- 1947年（昭和22年）4月1日 - 明治村立国分小学校に改称する。
- 1950年（昭和25年）4月30日 - 校舎を増築する。
- 1955年（昭和30年）4月15日 - 稲沢町、明治村、千代田村、大里村と合併し、改めて稲沢町が発足。同時に稲沢町立国分小学校に改称する。
- 1958年（昭和33年）11月1日 - 市制施行し、稲沢市となる。同時に稲沢市立国分小学校に改称する。
- 1961年（昭和36年）2月21日 - 雨天体操場が完成する。
- 1968年（昭和43年）5月1日 - 新校舎（鉄筋コンクリート造2階建）が完成する。
- 1974年（昭和49年）7月24日 - プールが完成する。
- 1976年（昭和51年）10月30日 - 校舎を増築する。
- 1978年（昭和53年）4月1日 - 給食棟が完成する。
- 1980年（昭和55年）
  - 3月1日 - 屋内運動場が完成する。
  - 12月1日 - 管理棟が完成する。

## 通学区域
- 矢合町、馬場町、馬場1-3丁目、法花寺町、儀長町、山口町、山口本町、山口宮前町、山口南町、船橋町（西尾張中央道以東を除く）、朝府町の一部[1]。

## 進学先中学校
- 稲沢市立明治中学校
- 稲沢市立稲沢西中学校

## 交通アクセス
- 名鉄バス稲沢中央線（2系統）「矢合観音」バス停より徒歩約3分。